# Mehdi Mujahid
Mawlawi Mehdi Mujahid (1988 – 17 de agosto de 2022) foi um rebelde da etnia hazara do Afeganistão que liderou cerca de 200 combatentes hazaras durante a revolta de Balkhab. Ele era um comandante talibã antes de se rebelar contra este último até ser morto em 17 de agosto de 2022.

## Juventude
Mehdi nasceu em uma pequena aldeia chamada Hosh, no distrito de Balkhab, no norte do Afeganistão, em uma família religiosa xiita pertencente ao grupo étnico hazara. Seu pai, Morad Mujahid, era membro do Hezbe Wahdat e lutou na Guerra Soviético-Afegã, quando Morad começou a usar "Mujahid" como sobrenome. Mehdi tinha oito anos quando os talibãs assumiram o controle do Afeganistão pela primeira vez, em 1996. Três anos mais tarde, os talibãs capturaram o seu distrito natal, Balkhab. Ele fugiu com sua família para o vizinho Irã, retornando ao Afeganistão após a formação da Administração Interina Afegã em dezembro de 2001.
Mehdi começou a frequentar a escola e parecia motivado para assumir a agricultura familiar. Mas, com vinte e poucos anos, um senhor da guerra hazara tomou as terras ancestrais. Em retaliação, Mehdi e amigos sequestraram o filho do senhor da guerra e o mantiveram como refém, só libertando-o depois que o senhor da guerra devolveu as terras. Naquela noite, as forças do senhor da guerra cercaram a casa de Mehdi e eclodiram confrontos enquanto ele tentava escapar. Mehdi foi hospitalizado e depois preso por sete anos por sequestro.
Ele se tornou mais religioso e entrou em contato com o Talibã pela primeira vez enquanto estava na prisão, no entanto, permaneceu xiita e não se converteu ao Islã sunita.

## Carreira no Talibã
Em abril de 2020, os talibãs nomearam Mehdi chefe dos serviços de informações na província de Bamyan e chefe dos talibãs na província de Sar-e Pol, uma medida à qual muitos membros do Talibã e da Rede Haqqani se opuseram por vários motivos, principalmente por ele ser um xiita hazara. Os talibãs foram acusados de usar Mehdi para aumentar a sua influência entre os hazaras e outros muçulmanos xiitas. Mehdi foi mais tarde demitido do cargo de chefe da inteligência talibã em Bamyan depois de fazer um discurso contra o fechamento de escolas para meninas e sua persistente exigência de igualdade para os hazaras e outros muçulmanos xiitas. Depois de ser demitido de seu cargo, ele deixou o Talibã e declarou guerra contra eles.

## Carreira anti-Talibã
Em 2022, Mehdi anunciou que estava armando combatentes leais a si, que consistiam em cerca de 200 xiitas hazaras. Ele também construiu um monumento dedicado a si mesmo e a Abdul Ali Mazari em Balkhab, e também se voltou mais para suas visões islâmicas xiitas e nacionalistas hazaras. As suas forças depuseram o governador do distrito talibã e capturaram o distrito de Balkhab. Mawlawi Ataullah, governador do distrito talibã, fugiu de Balkhab e Mehdi substituiu-o por um dos seus associados hazaras.
Mehdi Mujahid foi apoiado pela Frente de Resistência Nacional do Afeganistão e pelos políticos hazaras Muhammad Mohaqiq do Partido da Unidade Popular Islâmica do Afeganistão e Karim Khalili do Hezbe Wahdat, do qual o pai de Mehdi era membro.
Em 13 de junho de 2022, Mehdi Mujahid obteve o controle total do distrito de Balkhab e os seus combatentes infligiram pesados danos aos talibãs. Ele estava inicialmente vencendo o conflito, embora o Talibã mais tarde superasse seus combatentes e retomasse Balkhab.

## Tentativa de assassinato
Na manhã de 25 de junho de 2022, no meio dos combates entre os talibãs e as forças de Mehdi, a casa de Mehdi, na aldeia de Hosh, no distrito de Balkhab, foi alvo de ataques aéreos talibãs. Mehdi e sua família sobreviveram e nenhum deles ficou ferido. No entanto, nessa mesma noite, os talibãs mataram Mohammad Moradi, a sua esposa e a sua filha na província de Ghor. Moradi era um popular comandante anti-Talibã. O seu apoio a Mehdi Mujahid foi visto pelo Hasht-e Subh como a razão do ataque talibã à sua casa.

## Morte
Mehdi Mujahid foi morto em 17 de agosto de 2022 enquanto tentava fugir para o Irã. Não está claro como ele foi morto. De acordo com os moradores locais e alguns meios de comunicação afegãos, Mujahid foi capturado pelo Talibã na aldeia de Bunyad, no distrito de Kohsan, onde foi preso e teve sua identidade confirmada antes de ser executado. Duas fotos também começaram a circular nas redes sociais mostrando Mujahid vivo e sob custódia dos talibãs antes de ser executado. Uma foto mostrava Mehdi Mujahid barbeado usando um turbante branco e outra dele sem turbante e cercado por homens desconhecidos, provavelmente membros do Talibã.
No entanto, o Ministério da Defesa do Talibã negou relatos locais que sugeriam que Mujahid foi executado. As autoridades talibãs dizem que Mujahid estava tentando escapar para o Irã quando sua inteligência e segurança fronteiriça o pegaram na fronteira Afeganistão-Irã e o mataram a tiros. Naeemul Haq Haqqani, ministro provincial da Informação talibã, disse à Agence France-Presse (AFP)  que Mujahid foi “morto após um conflito” e “rumores de que ele foi capturado vivo são mentiras”.

## Nota
- Este artigo foi inicialmente traduzido, total ou parcialmente, do artigo da Wikipédia em inglês cujo título é «Mehdi Mujahid».